# Florentino Feliciano
Florentino Feliciano (Manilla, 14 maart 1928 – 15 december 2015) was een Filipijns rechtsgeleerde en rechter. Hij was rechter van het Hooggerechtshof van de Filipijnen en verschillende internationale rechtsorganen. Ook doceerde hij rechten aan verschillende academische instituten.

## Levensloop
Feliciano behaalde zijn Bachelor of Arts summa cum laude en zijn Bachelor of Laws magna cum laude aan de University of the Philippines. Vervolgens behaalde hij zijn Master of Laws in 1953 en zijn Doctor of Juridical Science aan de Yale-universiteit in 1955. Hij was een Yale Law Fellow van 1952 tot 1955 en werd toegelaten tot de Filipijnse balie in 1953.
Het eerste deel van zijn juridische loopbaan was hij partner van advocatenkantoor Sycip, Salazar, Feliciano en Hernandez in de periode van 1962 tot 1986. Op 18 augustus 1986 werd hij door Filipijns president Corazon Aquino benoemd tot rechter van het Hooggerechtshof van de Filipijnen, een functie die hij bekleedde tot 1995. Hij was verder voorzitter en rechter van het beroepsorgaan van de Wereldhandelsorganisatie in Genève, president en rechter van het Gerecht voor ambtenarenzaken van de Aziatische Ontwikkelingsbank in Manilla en lid van het Internationaal Hof van Arbitrage van de Internationale Kamer van Koophandel in Parijs. Vanaf 2002 was hij rechter en vanaf 2013 vicepresident van het Gerecht voor ambtenarenzaken van de Wereldbank in Washington D.C.
Hij doceerde rechten aan een groot aantal instituten, waaronder aan de University of the Philippines, Yale Law School en Harvard Law School. Hij was lid van het curatorium van de Haagsche Academie voor Internationaal Recht en gaf hier zelf ook meermaals les. Hij was verder lid van het Institut de Droit International. Hij bracht tientallen publicaties voort.
Feliciano overleed in december 2015 op 87-jarige leeftijd.